# Chérubin
Pour les articles homonymes, voir Chérubin (homonymie) et Angelot.

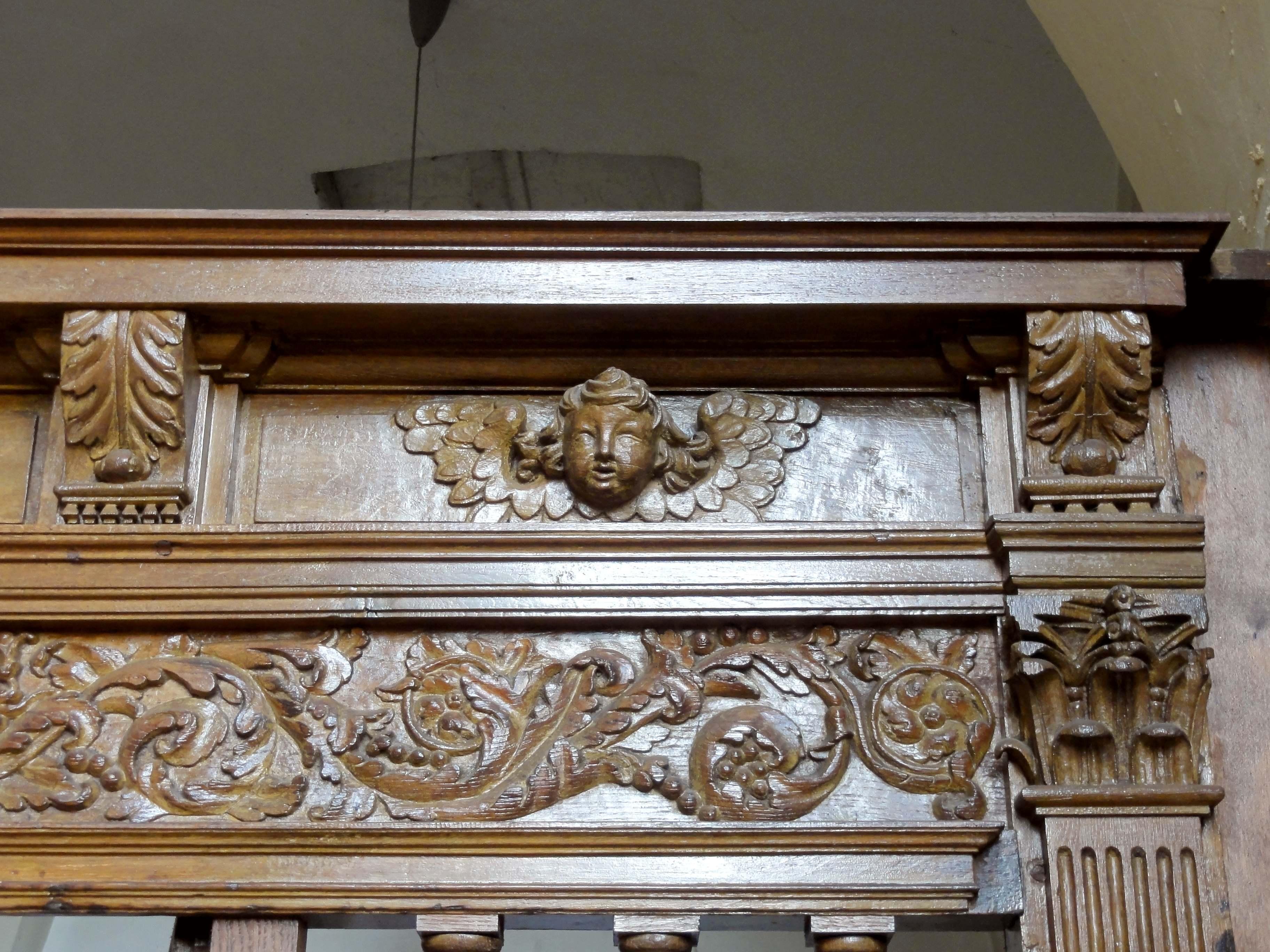
Tête de chérubin en motif ornemental.

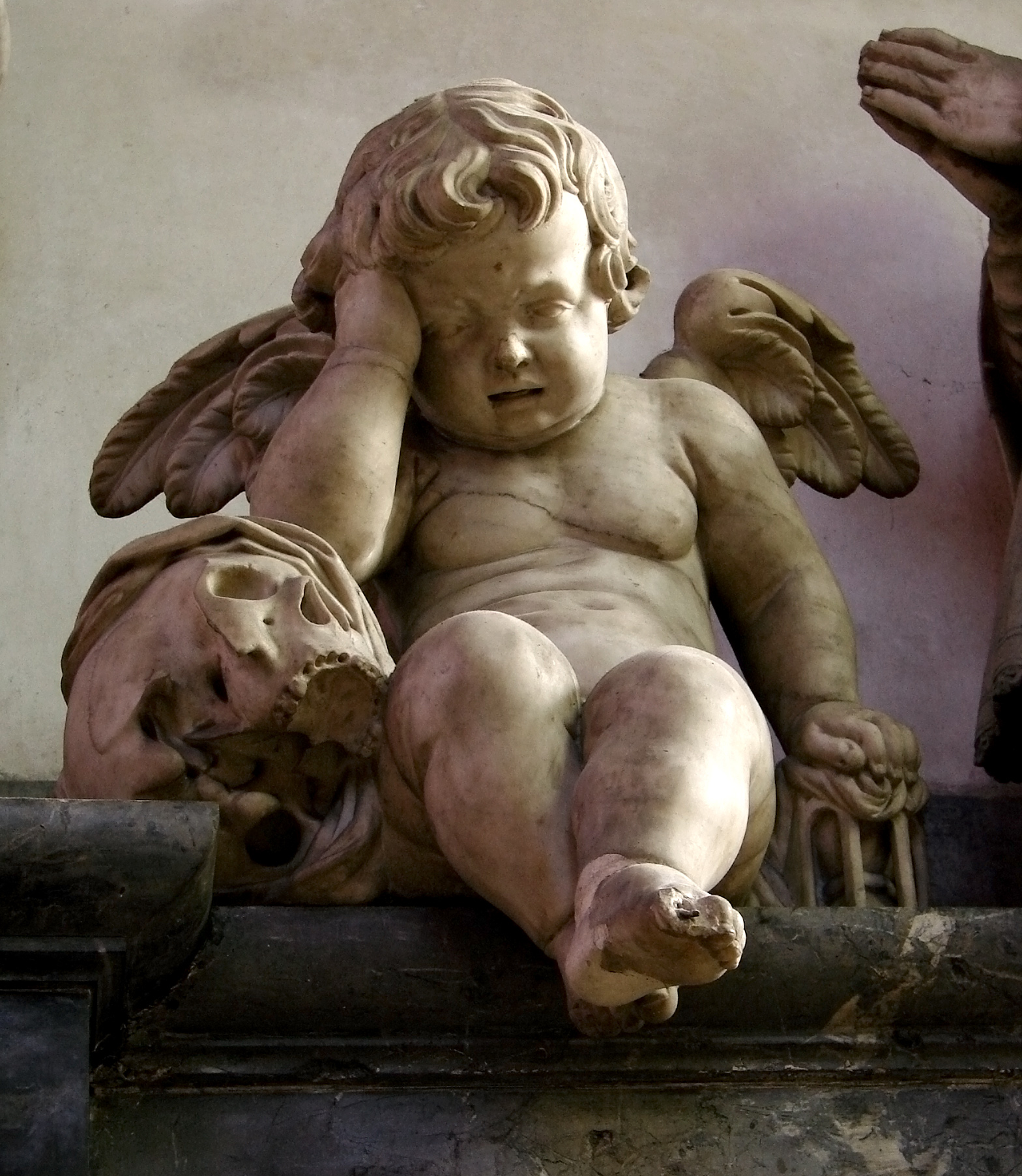
L'Ange pleureur, œuvre la plus connue du sculpteur amiénois Nicolas Blasset se trouvant dans la cathédrale Notre-Dame d'Amiens, date de 1636.

Le chérubin ou angelot est une figure d'ange qu'on trouve dans les religions juive et chrétienne. Leur figure originale est une « créature de sainteté », au physique qui mélange le lion, le taureau, l'oiseau et l'homme.
Un chérubin désigne également un motif ornemental constitué d'une tête angélique ou enfantine, ailée et dépourvue de corps. Il ne doit pas être confondu avec le génie ailé qui, lui, possède un corps. On trouve également, à la Renaissance, les putti qui symbolisent l'Amour.

## Étymologie
Le mot « chérubin » vient du latin ecclésiastique cherub (pluriel cherubin), transcription de l'hébreu כרוב (kerūv), pluriel כרובים (keruvīm). Mais le terme serait d'origine assyrienne. Dans cette langue, « kéroub » ou « karibu » signifierait « celui qui prie » ou « celui qui communique ». En Assyrie, le taureau ailé ou « kéroub » était souvent placé au seuil des temples et des palais ; toutefois, H. Lesêtre rapproche plutôt ce mot de l'assyrien kouroub, « vautour ».

## Bible
Les citations de la Bible sont issues de la traduction de Louis Segond (1910).
Dans la Genèse, des chérubins gardent l'arbre de vie avec un glaive tournoyant (Genèse 3:24), après que Dieu eut chassé Adam et Ève du jardin d'Éden.
Le Livre de l'Exode décrit la représentation de chérubins sur l'Arche d'alliance (Exode 25:18-22) :

« Tu feras deux chérubins d'or, tu les feras d'or battu, aux deux extrémités du propitiatoire ; fais un chérubin à l'une des extrémités et un chérubin à l'autre extrémité ; vous ferez les chérubins sortant du propitiatoire à ses deux extrémités. Les chérubins étendront les ailes par-dessus, couvrant de leurs ailes le propitiatoire, et se faisant face l'un à l'autre ; les chérubins auront la face tournée vers le propitiatoire. Tu mettras le propitiatoire sur l'arche, et tu mettras dans l'arche le témoignage, que je te donnerai. C'est là que je me rencontrerai avec toi ; du haut du propitiatoire, entre les deux chérubins placés sur l'arche du témoignage, je te donnerai tous mes ordres pour les enfants d'Israël. »

Avec leurs ailes étendues, les deux chérubins forment des sortes d'écouteurs entre lesquels Moïse entend la voix de l'Éternel (Nombres 7, 89) :

« Lorsque Moïse entrait dans la tente d’assignation pour parler avec l’Éternel, il entendait la voix qui lui parlait du haut du propitiatoire placé sur l’arche du témoignage, entre les deux chérubins. Et il parlait avec l’Éternel. »

Plus tard seront confectionnées deux statues monumentales de chérubins, côte-à-côte, aux ailes déployées couvrant toute la largeur du Temple de Salomon (1 Rois 6.23-28) :

« Il fit dans le sanctuaire deux chérubins de bois d'olivier sauvage, ayant dix coudées de hauteur.
Chacune des deux ailes de l'un des chérubins avait cinq coudées, ce qui faisait dix coudées de l'extrémité d'une de ses ailes à l'extrémité de l'autre. Le second chérubin avait aussi dix coudées. La mesure et la forme étaient les mêmes pour les deux chérubins. La hauteur de chacun des deux chérubins était de dix coudées. Salomon plaça les chérubins au milieu de la maison, dans l'intérieur. Leurs ailes étaient déployées : l'aile du premier touchait à l'un des murs, et l'aile du second touchait à l'autre mur ; et leurs autres ailes se rencontraient par l'extrémité au milieu de la maison. Salomon couvrit d'or les chérubins. »

Les chérubins sont au centre de la vision d'Ézéchiel (Ez 10) :

« Je regardai, et voici, sur le ciel qui était au-dessus de la tête des chérubins, il y avait comme une pierre de saphir ; on voyait au-dessus d’eux quelque chose de semblable à une forme de trône.
Et l’Éternel dit à l’homme vêtu de lin : Va entre les roues sous les chérubins, remplis tes mains de charbons ardents que tu prendras entre les chérubins, et répands-les sur la ville ! Et il y alla devant mes yeux.
Les chérubins étaient à la droite de la maison, quand l’homme alla, et la nuée remplit le parvis intérieur.
La gloire de l’Éternel s’éleva de dessus les chérubins, et se dirigea vers le seuil de la maison ; la maison fut remplie de la nuée, et le parvis fut rempli de la splendeur de la gloire de l’Éternel.
Le bruit des ailes des chérubins se fit entendre jusqu’au parvis extérieur, pareil à la voix du Dieu tout-puissant lorsqu’il parle.
Ainsi l’Éternel donna cet ordre à l’homme vêtu de lin : Prends du feu entre les roues, entre les chérubins ! Et cet homme alla se placer près des roues.
Alors un chérubin étendit la main entre les chérubins vers le feu qui était entre les chérubins ; il en prit, et le mit dans les mains de l’homme vêtu de lin. Et cet homme le prit, et sortit. On voyait aux chérubins une forme de main d’homme sous leurs ailes.
Je regardai, et voici, il y avait quatre roues près des chérubins, une roue près de chaque chérubin ; et ces roues avaient l’aspect d’une pierre de chrysolithe.
À leur aspect, toutes les quatre avaient la même forme ; chaque roue paraissait être au milieu d’une autre roue.
En cheminant, elles allaient de leurs quatre côtés, et elles ne se tournaient point dans leur marche ; mais elles allaient dans la direction de la tête, sans se tourner dans leur marche.
Tout le corps des chérubins, leur dos, leurs mains, et leurs ailes, étaient remplis d’yeux, aussi bien que les roues tout autour, les quatre roues.
J’entendis qu’on appelait les roues tourbillon.
Chacun avait quatre faces ; la face du premier était une face de chérubin, la face du second une face d’homme, celle du troisième une face de lion, et celle du quatrième une face d’aigle.
Et les chérubins s’élevèrent. C’étaient les animaux que j’avais vus près du fleuve du Kebar.
Quand les chérubins marchaient, les roues cheminaient à côté d’eux ; et quand les chérubins déployaient leurs ailes pour s’élever de terre, les roues aussi ne se détournaient point d’eux.
Quand ils s’arrêtaient, elles s’arrêtaient, et quand ils s’élevaient, elles s’élevaient avec eux, car l’esprit des animaux était en elles.
La gloire de l’Éternel se retira du seuil de la maison, et se plaça sur les chérubins.
Les chérubins déployèrent leurs ailes, et s’élevèrent de terre sous mes yeux quand ils partirent, accompagnés des roues. Ils s’arrêtèrent à l’entrée de la porte de la maison de l’Éternel vers l’orient ; et la gloire du Dieu d’Israël était sur eux, en haut.
C’étaient les animaux que j’avais vus sous le Dieu d’Israël près du fleuve du Kebar, et je reconnus que c’étaient des chérubins.
Chacun avait quatre faces, chacun avait quatre ailes, et une forme de main d’homme était sous leurs ailes.
Leurs faces étaient semblables à celles que j’avais vues près du fleuve du Kebar ; c’était le même aspect, c’était eux-mêmes. Chacun marchait droit devant soi. »

## Théologie
Le grand théoricien de la hiérarchie céleste reste le Pseudo-Denys l'Aréopagite, dans sa Hiérarchie céleste (vers 490).
Au Moyen Âge, les théologiens estiment que ce sont sans doute les chérubins qui répandent leur lumière sur les Vertus motrices des cieux, c'est-à-dire expliquent le mouvement des astres. Saint Thomas d'Aquin : « Quant au nom de Chérubin, on l’emploie pour signifier un certain excès de science, si bien qu’on le traduit par « plénitude de science ». Ce que Denys explique de quatre manières : par rapport à leur parfaite vision de Dieu ; par rapport à leur pleine réception de la lumière divine ; par rapport au fait qu’en Dieu ils contemplent la beauté de l’ordre des choses dérivé de Dieu ; enfin, par rapport à cet autre fait qu’étant remplis d’une telle connaissance, ils la diffusent avec abondance sur les autres. »

## Symbolique

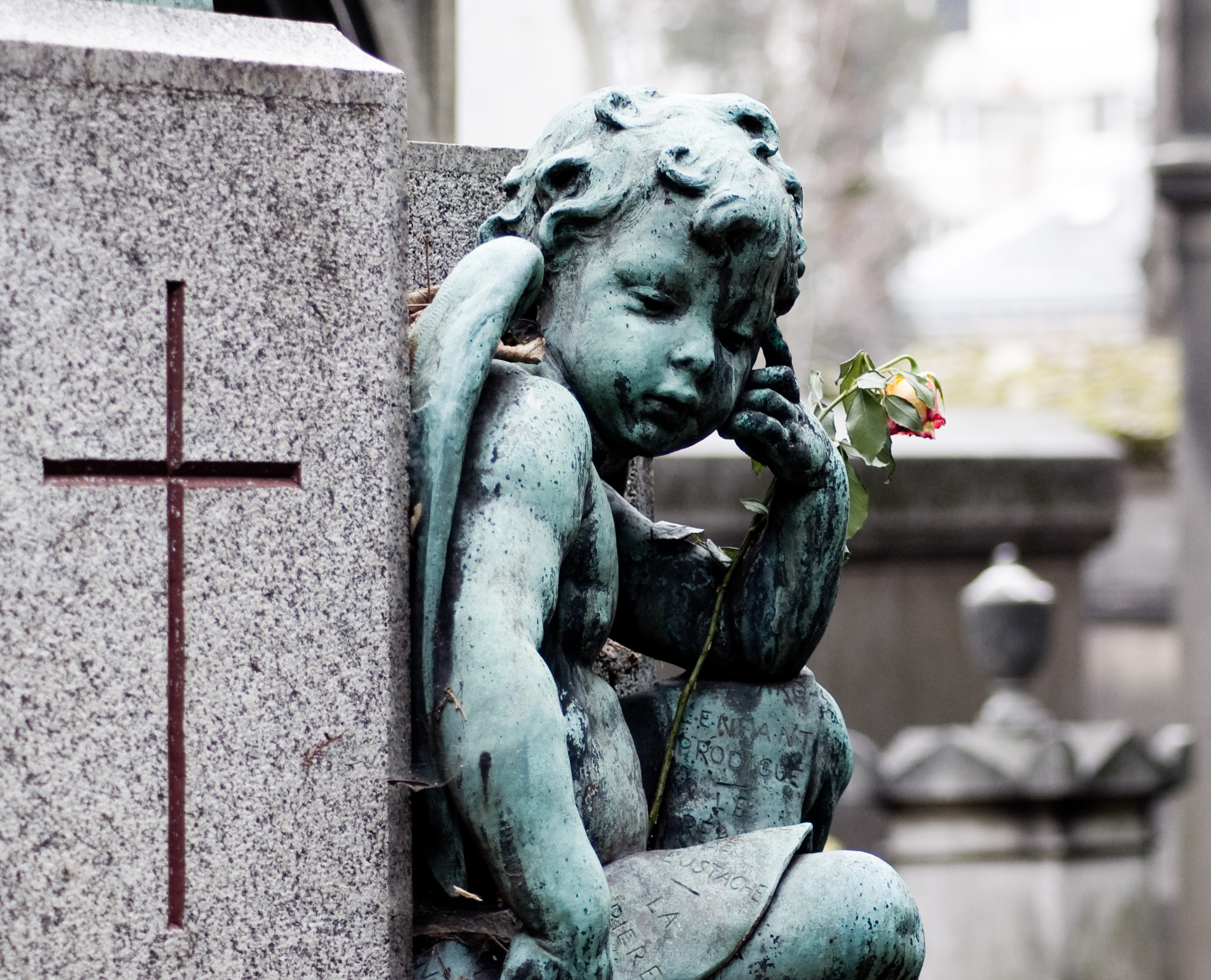
Angelot ornant la tombe de Thomas Couture au cimetière du Père-Lachaise, à Paris (France).

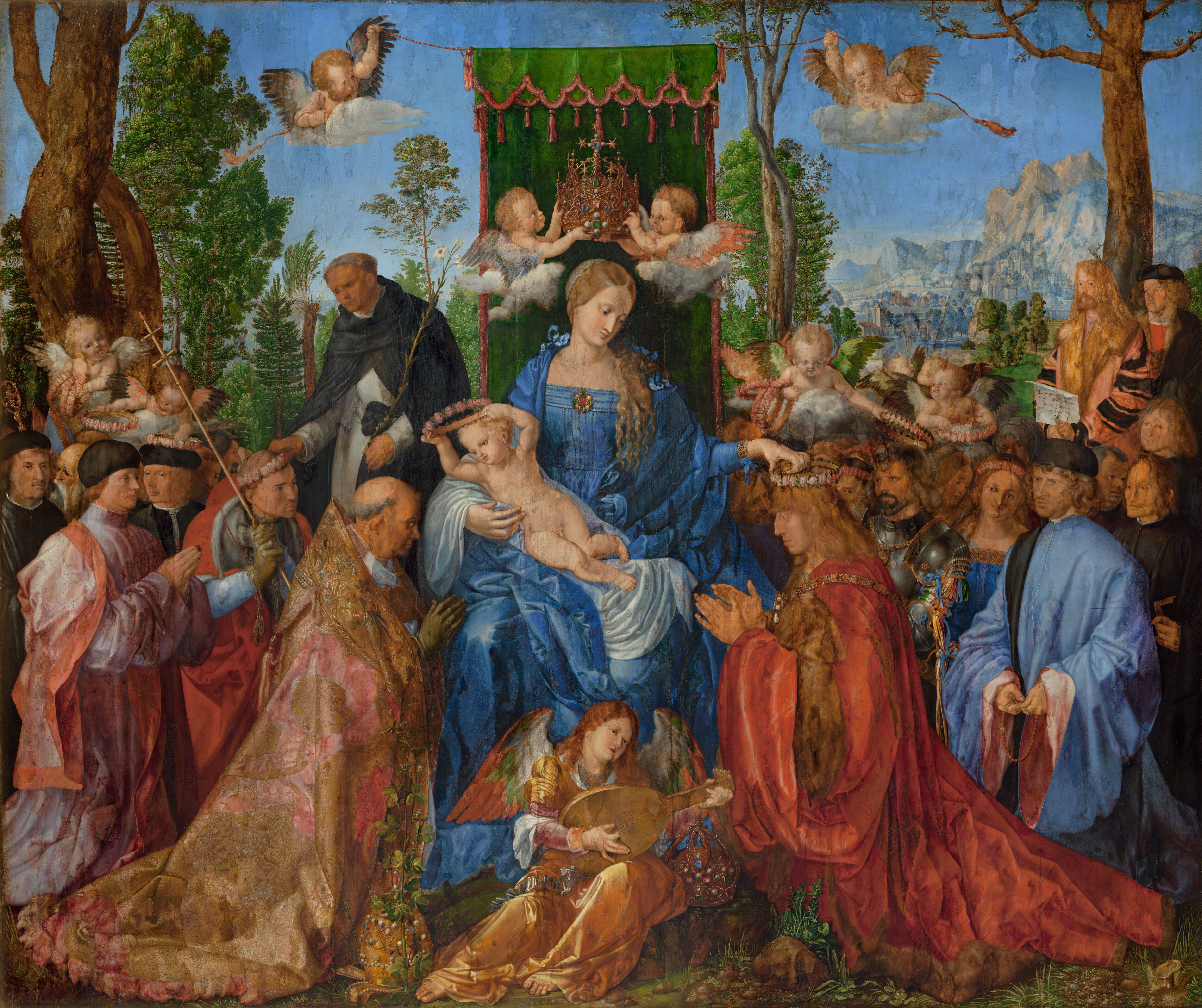
Les « angelots » accompagnent l'adoration de la Vierge dans cette peinture d'Albrecht Dürer.

L'apparence des chérubins bibliques, êtres hybrides associant des caractéristiques humaines et animales, est sans aucun doute influencée par l'iconographie du Proche-Orient ancien (notamment les sphinx ailés ou les taureaux ailés à tête humaine de Mésopotamie).
Dans le christianisme, les chérubins sont les anges du second chœur de la première hiérarchie. Ils précèdent les trônes et suivent les séraphins. Dans l'iconographie chrétienne du Moyen Âge, ils sont représentés avec deux paires d'ailes bleues, contrairement aux séraphins dotés de trois paires d'ailes rouges.
Les redoutables Keroubim de la Bible glissent progressivement vers les angelots joufflus des églises baroques. À partir de la Renaissance, ils sont souvent dépeints comme de jeunes et gracieux enfants dotés d'une seule paire d'ailes, les putti. Le peintre Raphaël en a donné une célèbre illustration.
- En héraldique, le chérubin ou angelot est une figure héraldique imaginaire sans modification notable de l'icône classique : tête d'ange flanquée de deux ailes. Présent sur le champ, il est plus fréquent dans les ornements extérieurs de l'écu.
- En représentation picturale, l’angelot figure également sur les tableaux du Trecento, ainsi que sur les fresques murales décoratives des palais et édifices religieux de Florence.

## Arts et littérature
Chérubin, jeune page du comte Almaviva, est un personnage de deux pièces de théâtre de Beaumarchais, Le mariage de Figaro et La mère coupable. Il apparaît également sous le nom de Cherubino dans l'opéra de Mozart, Le Nozze di Figaro. C'est également le titre d'un opéra de Jules Massenet, Chérubin (1905).